# Гай Фурий Пацил Фуз
Вижте пояснителната страница за други личности с името Гай Фурий Пацил.
Гай Фурий Пацил Фуз (на латински: Caius Furius Pacilus Fusus) e политик на ранната Римска република през 5 век пр.н.е.
Произлиза от фамилията Фурии и е баща на Гай Фурий Пацил (консул 412 пр.н.е.). Някои автори го идентифицират с Квинт Фурий, който e pontifex maximus 449 – 431 пр.н.е.
През 441 пр.н.е. е консул с Марк Папирий Крас. По това време Рим не води войни. През 435 пр.н.е. е цензор заедно с Марк Геганий Мацерин и диктатор Мамерк Емилий Мамерцин. През 431 пр.н.е. Рим води кампания срещу еквите и волските. През 426 пр.н.е. е консулски военен трибун с още трима колеги (Тит Квинкций Пен Цинцинат, Марк Постумий Алб Региленсис и Авъл Корнелий Кос) и се бие против вейите.